# Kanton Virieu-le-Grand
Der Kanton Virieu-le-Grand war bis 2015 ein französischer Wahlkreis im Département Ain in der Region Rhône-Alpes. Er umfasste 13 Gemeinden im Arrondissement Belley, sein Hauptort (frz.: chef-lieu) war Virieu-le-Grand.

## Einwohner
| Bevölkerungsentwicklung | Bevölkerungsentwicklung |
| Jahr                    | Einwohner               |
| ----------------------- | ----------------------- |
| 1962                    | 2861                    |
| 1968                    | 3038                    |
| 1975                    | 2944                    |
| 1982                    | 3202                    |
| 1990                    | 3364                    |
| 1999                    | 3580                    |
| 2006                    | 3959                    |
| 2011                    | 4380                    |

## Gemeinden
| Gemeinde              | Einwohner Jahr | Fläche km² | Bevölkerungsdichte | Code INSEE | Postleitzahl |
| --------------------- | -------------- | ---------- | ------------------ | ---------- | ------------ |
| Armix                 | 21 (2013)      | 6,8        | 3 Einw./km²        | 01019      | 01510        |
| La Burbanche          | 72 (2013)      | 10,8       | 7 Einw./km²        | 01066      | 01510        |
| Ceyzérieu             | 1.005 (2013)   | 19,7       | 51 Einw./km²       | 01073      | 01350        |
| Cheignieu-la-Balme    | 146 (2013)     | 6,3        | 23 Einw./km²       | 01100      | 01510        |
| Contrevoz             | 518 (2013)     | 14,2       | 36 Einw./km²       | 01116      | 01300        |
| Cuzieu                | 404 (2013)     | 4,9        | 82 Einw./km²       | 01141      | 01300        |
| Flaxieu               | 65 (2013)      | 2,8        | 23 Einw./km²       | 01162      | 01350        |
| Marignieu             | 164 (2013)     | 3,6        | 46 Einw./km²       | 01234      | 01300        |
| Pugieu                | 169 (2013)     | 4,9        | 34 Einw./km²       | 01316      | 01510        |
| Rossillon             | 143 (2013)     | 8,1        | 18 Einw./km²       | 01329      | 01510        |
| Saint-Martin-de-Bavel | 427 (2013)     | 8,5        | 50 Einw./km²       | 01372      | 01510        |
| Virieu-le-Grand       | 1.108 (2013)   | 12,1       | 92 Einw./km²       | 01452      | 01510        |
| Vongnes               | 73 (2013)      | 2,1        | 35 Einw./km²       | 01456      | 01250        |

## Politik
| Vertreter im conseil général des Départements | Vertreter im conseil général des Départements | Vertreter im conseil général des Départements |
| Amtszeit                                      | Name                                          | Partei                                        |
| --------------------------------------------- | --------------------------------------------- | --------------------------------------------- |
| 1992–2004                                     | André Lamaison                                | PS                                            |
| 2004–2011                                     | André Lamaison                                | DVG                                           |
| 2011–2015                                     | Pascale Guillon                               | DVG                                           |